# 曾守约
曾守约（1497年—1542年），字子如，號如斋。廣東歸善平海（今属惠东县）人。

## 生平
父曾泰。早年為诸生，正德十四年（1519年），己卯科廣東鄉試中六十四名舉人。嘉靖八年（1529年），己丑科會試第一百六十一名，廷試三甲第七十八名进士，嘉靖十一年（1532年）五月，由行人晋升为江西道监察御史，“巡视十库，刷卷江西”。嘉靖十四年，擢广西巡按，“振纪纲，击赇吏，恣肆者悉置于法。”嘉靖十七年（1538年）九月监视武举，又任命为山陵监工御史，二十年九月以天寿山各陵寝完工，升正五品京官，升大理寺右寺丞，二十一年十月因武定侯郭勳一案，被降职，遂请回惠州养母卒。與车邦佑、利宾和曾舜渔被誉为 “惠州晚明四御史”。病逝後与夫人合葬于惠州西湖浮碧冈（今西湖惠州宾馆小岛）。吕调阳作《墓志铭》。

## 家族
曾祖曾祖祐；祖父曾羊保；父曾參。母崔氏。慈侍下。兄仁富。